# Las Guacamayas
Las Guacamayas – miasto w Meksyku, w stanie Michoacán.